# Gustav Bychowski
Gustav Bychowski, auch Gustaw, (geboren 21. August 1895 in Warschau, Russisches Kaiserreich; gestorben 3. April 1972 in Fès, Marokko) war ein polnisch-US-amerikanischer Psychoanalytiker. 

## Leben
Gustaw Bychowski war ein Sohn des Psychiaters und Zionisten Zygmunt Bychowski (1865–1934) und der Gisela Horwitz (1873–1937), er hatte zwei Geschwister.
Bychowski ging in Warschau und St. Petersburg zur Schule. Er studierte Medizin in Breslau, Heidelberg, Amsterdam, Wien und Lausanne und wurde beim Psychiater Eugen Bleuler in Zürich am Burghölzli 1919 promoviert. Während des Ersten Weltkriegs hielt er sich eine Zeit in den neutralen Niederlanden auf und studierte dort Philosophie. Von 1919 bis 1921 arbeitete er als Assistent an der psychiatrischen Klinik in Lausanne und von 1921 bis 1923 an verschiedenen Kliniken in Wien. Er bekam eine Analyse von Siegfried Bernfeld und hielt zwei Gastvorträge bei den privat stattfindenden Sitzungen der Wiener Psychoanalytischen Vereinigung im Hause Sigmund Freuds. Er pflegte dann von Warschau aus einen engen Kontakt zu den Wiener Kollegen und wurde 1931 Mitglied der Vereinigung.
Bychowski kehrte 1923 nach Polen zurück und wurde an der Universität Warschau zum zweiten Mal promoviert. Er eröffnete eine Privatpraxis als Psychiater und Psychoanalytiker und arbeitete in verschiedenen Kliniken und Kinderkliniken und zwei Jahre auch als Schularzt. Von 1933 an war er Professor für Psychiatrie und Neurologie an der Warschauer Universität. Er habilitierte sich mit einer Schrift über den Dichter Juliusz Słowacki. Bychowski sorgte mit gedruckten Vorträgen für die Verbreitung der Gedanken der Psychoanalyse. Er übersetzte Freuds Vorlesungen zur Einführung in die Psychoanalyse ins Polnische und verfasste ein Handbuch zur Psychoanalyse. 
Bei Ausbruch des Zweiten Weltkriegs 1939 floh Bychowski nach Wilna, das nun litauisch wurde, und es gelang ihm mit seiner zweiten Frau Maria Auerbach dank der Unterstützung der American Psychoanalytic Association (APsaA) die Flucht in die USA, die ihn über Stockholm und Sibirien an die Westküste führte. Sein Sohn Richard aus erster Ehe mit Ellen Erby fiel 1944 als Soldat der polnischen Luftwaffe. In New York City eröffnete er eine Praxis und wurde Mitglied der New York Psychoanalytic Society und 1943 der APsaA. Er arbeitete an einem Institut für Körperbehinderte und Kriegsbeschädigte. 
In New York schloss er Freundschaft mit den Analytikern Heinz Hartmann und Ernst Kris und wurde Lehranalytiker am New York Psychoanalytic Institute. Bychowski lehrte unter anderem am Bellevue Hospital und war bis 1963 Professor für Psychiatrie an der Downstate Medical School der State University of New York. Bychowski starb auf einer Urlaubsreise in Marokko.

## Schriften (Auswahl)
- Zur Psychopathologie der Brandstiftung. Schweizer Archiv für Neurologie und Psychiatrie 5, 1919, S. 29–55. Zürich, Univ., Diss., 1919/20
- Über das Fehlen der Wahrnehmung der eigenen Blindheit bei zwei Kriegsverletzten. Neurologisches Centralblatt 1920, S. 354–357
- Wissenschaft und Anthroposophie. Bemerkungen zum Aufsatz von Glaus ueber die anthroposophischen Kurse in Dornach. Schweizerische Medizinische Wochenschrift, 1921, S. 377f., 1921
- Autismus und Regression in modernen Kunstbestrebungen. Allgemeine Zeitschrift für Psychiatrie und psychisch-gerichtliche Medicin, 1922, S. 102–121
- Eine Gesichtsillusion als Ausdruck der ambivalenten Ubertragung. Internationale Zeitschrift für Psychoanalyse, 1922, S. 337–339
- Metaphysik und Schizophrenie : eine vergleichend-psychologische Studie. Berlin: Karger, 1923
- mit E. Sternschein: Zur Kenntnis der Beziehungen zwischen den corticalen Ausfallserscheinungen und dem Allgemeinzustand des Gehirns. Zeitschrift für die gesamte Neurologie und Psychiatrie, 1923 S. 68–77
- Zur Wirkung großer Cocaingaben auf Schizophrene. Monatsschrift für Psychiatrie und Neurologie, 1925, S. 329–344
- Zur Frage nach den Beziehungen zwischen der Psyche und dem weiblichen Genitalsystem. Monatsschrift für Psychiatrie und Neurologie, 1925, S. 209–214
- Über Psychotherapie der Schizophrenie. Der Nervenarzt, 1928, S. 478–487
- Psychoanaliza. Lemberg : Towarzystwo Wydawnicze "Ateneum", 1928
- Marcel Proust als Dichter der psychologischen Analyse. Psychoanalytische Bewegung, 1932, S. 323–344
- Frontalsyndrome und Parietookzipitalsyndrome. Jahrbücher für Psychiatrie und Neurologie, 1937, S. 283–311
- Physiology of schizophrenic thinking. Journal of Nervous and Mental Disease, 1942, S. 368–386
- The spiritual background of Hitlerism. Journal of Criminal Psychopathology, 1942, S. 579–598
- Disorders In The Body-image In The Clinical Pictures Of Psychoses. Journal of Nervous and Mental Disease, 1943, S. 310–335
- Some aspects of shock therapy: the structure of psychosis. Journal of Nervous and Mental Disease, 1945, S. 338–356
- Dictators and Disciples from Caesar to Stalin; A Psychoanalytic Interpretation of History. New York: International Universities Press, 1948
  - Diktatoren. Cäsar, Cromwell, Robespierre, Hitler, Stalin. Beiträge zu einer psychoanalytischen Persönlichkeits- und Geschichtsdeutung. Übersetzung Brigitte Weitbrecht. Vorwort Alexander Mitscherlich. München : Szczesny, 1965
- On neurotic obesity. Psychoanalytic Review, 1950, S. 301–319
- Psychotherapy of Psychosis. New York: Grune and Stratton, 1952
- mit Louise Despert (Hrsg.): Specialized Techniques in Psychotherapy. New York: Basic Books, 1952
- Obsessive compulsive façade in schizophrenia. International Journal of Psychoanalysis, 1966, S. 189–197
- Evil in Man: The Anatomy of Hate and Violence. New York: Grune and Stratton, 1968